# Agitation Free
Agitation Free was een Duitse avantgardistische krautrockband. De groep ontstond in 1967 met Michael "Fame" Günther (bas, 1950-2014), Lutz "Lüül" Ulbrich (gitaar), Lutz Ludwig Kramer (gitaar) en Christopher Franke (drums). De band heette aanvankelijk Agitation, een naam die men willekeurig uit een woordenboek had gekozen, maar werd later veranderd naar Agitation Free, als weerspiegeling van hun stijl van liveoptredens.
Nadat in 1970 gitarist Axel Genrich en in 1971 drummer Christopher Franke de band verlieten, rekruteerde de groep Jörg "Joshi" Schwenke als gitarist, Burghard Rausch als drummer en Michael Hoenig als keyboardspeler. Het debuutalbum Malesch verscheen in 1972 op het platenlabel Music Factory. Inspiratie voor het album had de groep gehaald uit een tour door Egypte, Griekenland en Cyprus, gesponsord door het Goethe-Instituut. De muziek was een mix van improvisatie, traditionele muziek en psychedelische rock. Later dat jaar trad de groep op op de Olympische Spelen in München.
Gitarist Gustav Lütjens kwam bij de groep en een tweede album verscheen in 1973. De band toerde twee jaar door Frankrijk en Duitsland, te horen op verschillende livealbums, zoals Last uit 1976. Door vermoeiing van het toeren en de verschillen in muzikale richting van de leden, hield men het in 1974 voor bekeken. De groep kwam in 1998 weer bijeen en bracht het album River Of Return uit in 1999.

## Discografie
- Malesch (1972)
- Agitation Free 2nd (1973)
- Last (1976)
- Fragments CD-ROM (1995)
- Fragments (1996)
- At the cliffs of River Rhine (1998, opgenomen in 1974)
- The other sides of Agitation Free (1999, opgenomen in 1974–75)
- River of return (reünie, 1999)
- Shibuya nights (reünieconcert, 2011)